# Kolnes
Kolnes är en tätort i Sola kommun i Rogaland fylke i sydvästra Norge. Orten ligger där riksväg 509 möter fylkesväg 4524, nordväst om Stavangers flygplats. Här finns Sola kapell.